# Dorival Júnior
Dorival Júnior, właśc. Dorival Silvestre Júnior (ur. 25 kwietnia 1962 w Araraquarze) – brazylijski piłkarz grający na pozycji pomocnika, trener piłkarski.

## Kariera piłkarska

### Kariera klubowa
W 1982 rozpoczął karierę piłkarską w Ferroviária. Potem występował w klubach Guarani FC, Avaí FC, Joinville, São José, Coritiba, SE Palmeiras, Grêmio, EC Juventude, Araçatuba, Matonense, Botafogo-SP i Criciúma, gdzie zakończył karierę w 1999 roku.

## Kariera trenerska
Karierę szkoleniowca rozpoczął w 2003 roku. Trenował kluby Figueirense, Fortaleza, Criciúma, EC Juventude, Sport Recife, Avaí FC, São Caetano, Cruzeiro EC, Coritiba, CR Vasco da Gama, Santos FC, Atlético Mineiro, SC Internacional, CR Flamengo, Fluminense FC i SE Palmeiras.
1 stycznia 2020 został trenerem brazylijskiego klubu Athletico Paranaense.

## Sukcesy i odznaczenia

### Sukcesy piłkarskie
Marília Sub-17
- mistrz Campeonato Paulista Juvenil: 1977, 1978

Avaí
- zdobywca Taça Governador do Estado: 1985

Joinville
- mistrz Campeonato Catarinense: 1987

Palmeiras
- zdobywca Troféo Ciudad de Oviedo: 1989
- zdobywca Troféo América: 1991
- zdobywca Copa Euro-América: 1991
- zdobywca Copa Lazio: 1992

Grêmio
- mistrz Campeonato Gaúcho: 1993

Juventude
- mistrz Campeonato Brasileiro Série B: 1994
- mistrz Campeonato Gaúcho do Interior: 1994, 1995

Matonense
- mistrz Campeonato Paulista Série A2: 1997

### Sukcesy trenerskie
Figueirense
- mistrz Campeonato Catarinense: 2004

Sport
- mistrz Campeonato Pernambucano: 2006

Coritiba
- mistrz Campeonato Paranaense: 2008

Vasco da Gama
- mistrz Campeonato Brasileiro Série B: 2009

Santos
- mistrz Campeonato Paulista: 2010
- zdobywca Copa do Brasil: 2010

Internacional
- zdobywca Recopa Sudamericana: 2011
- mistrz Campeonato Gaúcho: 2012